# Museu Nacional de Belas Artes (Paraguai)
O Museu Nacional de Belas Artes (Museo Nacional de Bellas Artes de Asunción) é um museu em Assunção, no Paraguai, fundado em 1909.

## História
O Museu tem sua origem na coleção de arte de Juan Silvano Godoy (1850–1900), colecionador paraguaio de arte que reuniu um importante conjunto de pintura e escultura europeia e paraguaia, abrangendo desde o século XVII até o XX. Em 1909, ele criou o Museu Godoy com suas obras e começou a negociar a transferência do acervo ao Estado paraguaio. Finalmente, em 1939, foi oficializado como Museu Nacional.
No mesmo edifício do Museu encontrava-se a Biblioteca Nacional do Paraguai e os Arquivos Nacionais do Paraguai, onde estão guardadas grandes colecções de documentos relativos à história do país. Recentemente parte do acervo foi transferido a uma sede provisória, aguardando a construção do novo Museu no Parque dos Pombos.

## Acervo
Tem mais de 650 obras de arte expostas, incluindo pinturas, esculturas, cerâmica, fotografias, entre outros suportes, de artistas paraguaios. Contém ainda coleções de moedas antigas, mobiliário e alguns pertences pessoais do fundador do museu.
Além de arte italiana, francesa e argentina, o museu possui obras de muitos pintores paraguaios como Andrés Campos Cervera, Carlos Colombo, Juan Samudio, Jaime Bestard, Roberto Holden Jara, Pablo Alborno, Modesto Delgado Rodas e Ignacio Núñez Soler.